# Chrysosoma praelatum
Chrysosoma praelatum är en tvåvingeart som beskrevs av Becker 1923. Chrysosoma praelatum ingår i släktet Chrysosoma och familjen styltflugor. Inga underarter finns listade i Catalogue of Life.